# Real Club Náutico de Motril
El Real Club Náutico de Motril es un club náutico español ubicado en el municipio de Motril, provincia de Granada.
Tiene secciones de vela, natación y pesca.  

## Historia
Se creó en el verano de 1960, impulsado por Juan Antonio Escribano Castilla y un grupo de aficionados a los deportes de mar de la provincia granadina que sufragaron, por un total de un millón de pesetas, la base de la primera fase de la obra.
Carlos Pfeiffer fue el arquitecto encargado del proyecto, que se terminó en 1963 y se inauguró oficialmente el 10 de junio de 1964 por el ministro de Información y Turismo, Manuel Fraga.
Era muy frecuentado en los años 1980 por los reyes Balduino y Fabiola de Bélgica, organizando el club una competición de vela con su nombre, el Trofeo Sus Majestades Balduino y Fabiola, desde 1987.